# Skigebiet Witów-Ski

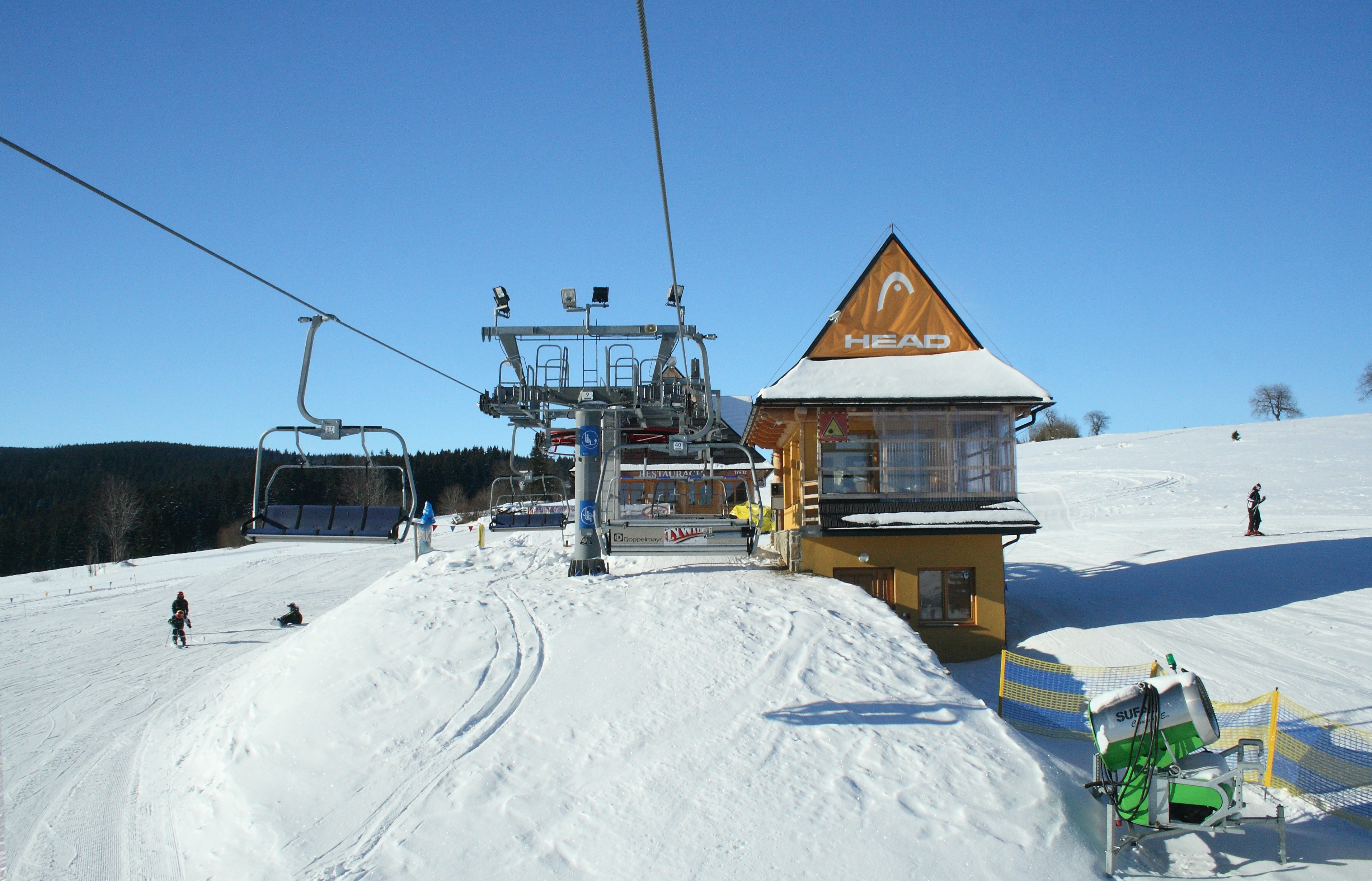
Obere Station

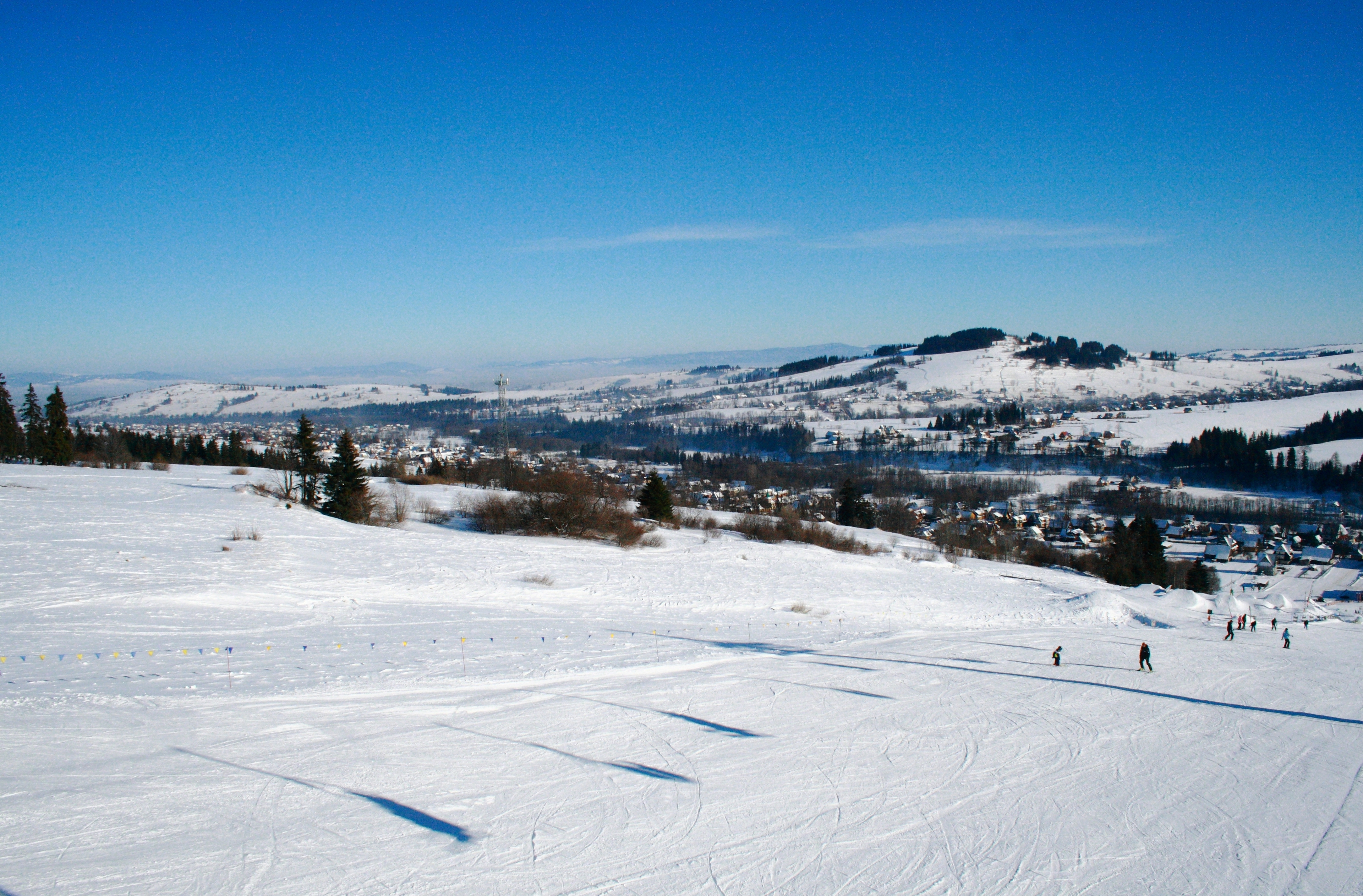
Piste

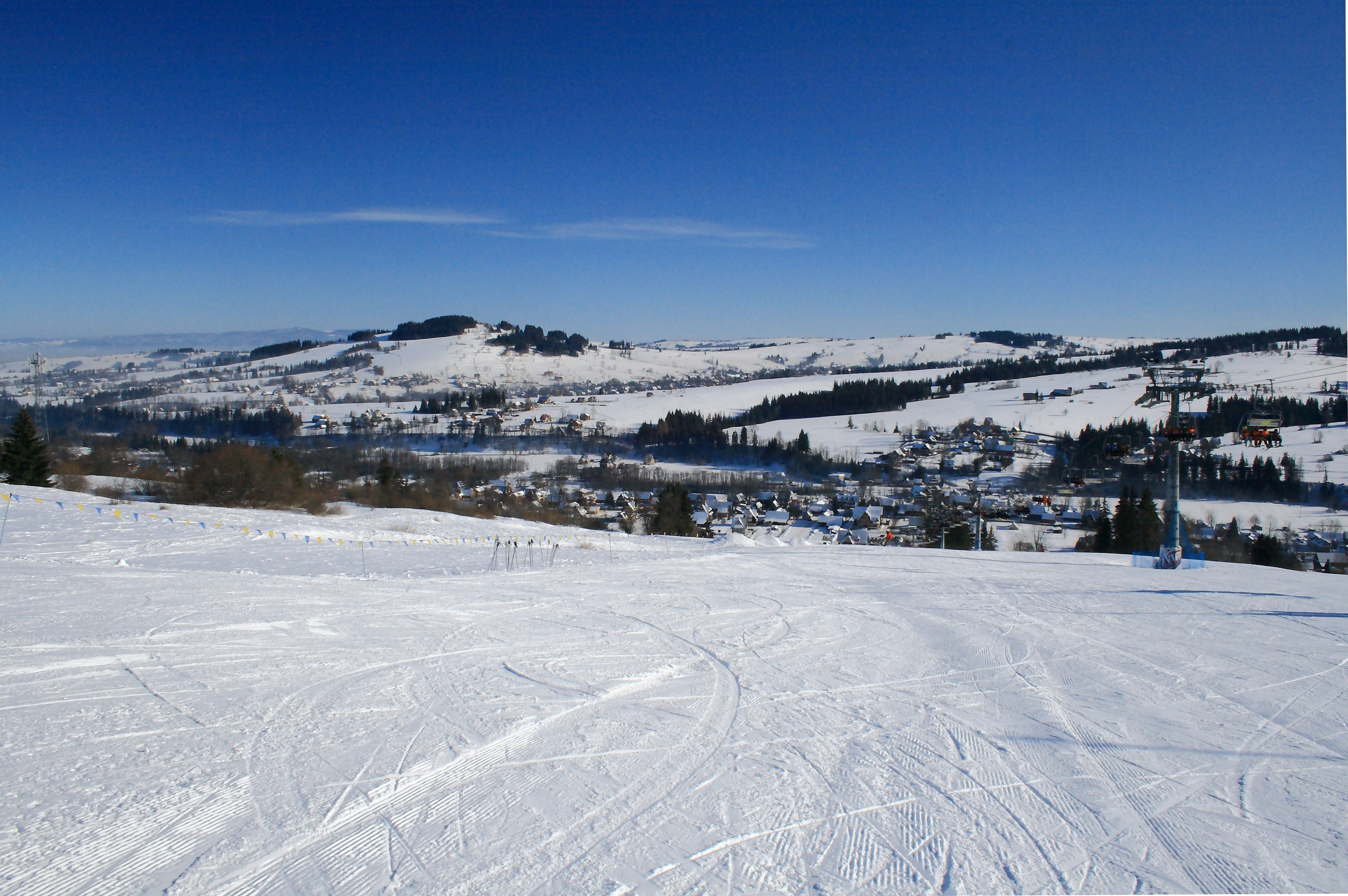
Piste

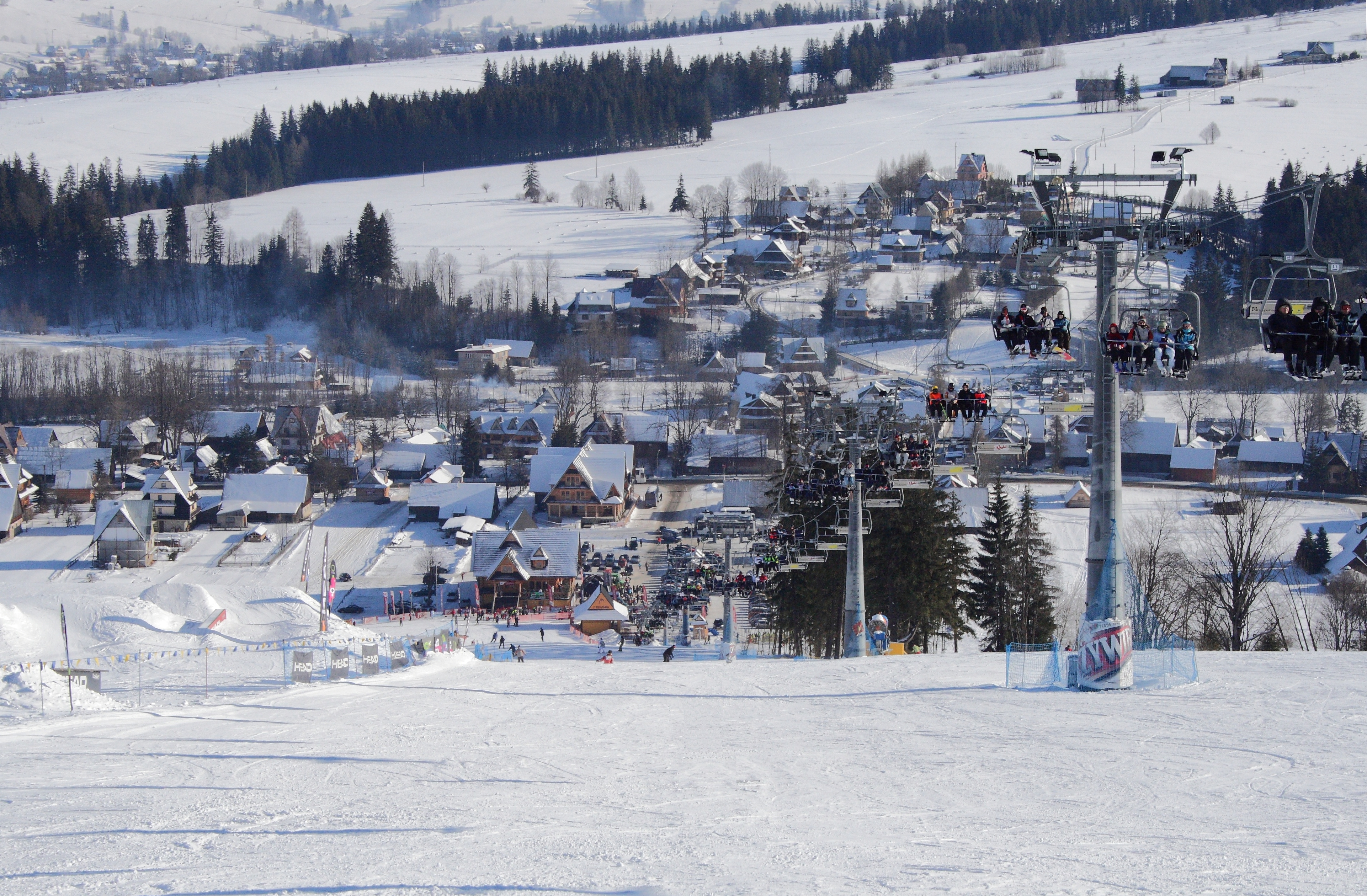
Sessellift

Das Skigebiet Witów-Ski liegt auf den Nordosthängen der Magura Witowska in dem polnischen Gebirgszug Orawicko-Witowskie Wierchy auf dem Gemeindegebiet von Witów im Powiat Tatrzański in der Woiwodschaft Kleinpolen. Es befindet sich außerhalb des Tatra-Nationalparks in der Nähe der Woiwodschaftsstraße DW958. Das Skigebiet wird von dem Unternehmen Witów-Ski Sp. z o.o. betrieben.

## Lage
Das Skigebiet befindet sich auf einer Höhe von 830 m ü.N.N. bis 980 m ü.N.N. Der Höhenunterschied der Pisten beträgt ca. 150 m. Es gibt eine blaue und eine grüne Piste. Die Gesamtlänge der Pisten umfasst ca. 2 km. Die längste Piste ist ca. 1 km lang.

## Geschichte
Das Skigebiet wurde 2006 angelegt. Die Skilifte wurde im selben Jahr errichtet.

## Beschreibung

### Skilifte
Im Skigebiet gibt es einen Sessellift und einen Tellerlift.

#### Skilift Butorowy Wierch
Der Sessellift führt von Kościelisko bis knapp unter den Bergrücken der Magura Witowska. Seine Länge beträgt ca. 1000 m. Zusätzlich gibt es einen kurzen Tellerlift.
| Name              | Art        | Hersteller                  | Breite Personen | Länge (m) | Zeit (min) | Höhenunterschied (m) | Personen pro Stunde | Obere Station    | Obere Station | Untere Station | Untere Station | Vmax (m/s) |
| Name              | Art        | Hersteller                  | Breite Personen | Länge (m) | Zeit (min) | Höhenunterschied (m) | Personen pro Stunde | Ort              | Höhe (m üNN)  | Ort            | Höhe (m üNN)   | Vmax (m/s) |
| ----------------- | ---------- | --------------------------- | --------------- | --------- | ---------- | -------------------- | ------------------- | ---------------- | ------------- | -------------- | -------------- | ---------- |
| Skilift Witów-Ski | Sessellift | Doppelmayr/Garaventa-Gruppe | 4               | 1000      | 6          | 150                  | 2200                | Unter dem Gipfel | 980           | Untere Station | 830            |            |
| Tellerlift        | Tellerlift |                             | 1               | 120       |            | 30                   |                     | Unter dem Gipfel | 860           | Untere Station | 830            |            |

### Skipisten
Von der Magura Witowska führen zwei Skipisten ins Tal.
| Name | Schwierigkeit | Start            | Start        | Ziel           | Ziel         | Länge (m) | Höhenunterschied (m) | Neigung (%) | Licht | Kunstschnee | FIS    | FIS | Anmerkungen |
| Name | Schwierigkeit | Name             | Höhe (m üNN) | Name           | Höhe (m üNN) | Länge (m) | Höhenunterschied (m) | Neigung (%) | Licht | Kunstschnee | Nummer | bis | Anmerkungen |
| ---- | ------------- | ---------------- | ------------ | -------------- | ------------ | --------- | -------------------- | ----------- | ----- | ----------- | ------ | --- | ----------- |
| 1    | Blau          | Obere Station    | 980          | Untere Station | 830          | 1000      | 150                  | 15          | ja    | ja          |        |     |             |
| 2    | Grün          | Mittlere Station | 860          | Untere Station | 830          | 120       | 30                   |             | ja    | ja          |        |     |             |

## Infrastruktur
Das Skigebiet liegt im ca. sechs Kilometer westlich vom Zentrum von Zakopane und ist mit dem Pkw erreichbar. An der unteren Station gibt es Parkplätze und mehrere Restaurants. Im Skigebiet ist die Skischule Szkoła Jagny und der Snowpark Head Snowpark Witów-Ski tätig. Zudem gibt es einen Skiverleih, eine Skiwerkstatt und einen Skiladen. In der Nähe gibt es weitere kleinere Skigebiete mit Tellerliften.